# Elena Avram
Elena Avram (17 de diciembre de 1954) es una deportista rumana que compitió en remo. Ganó cinco medallas de bronce en el Campeonato Mundial de Remo entre los años 1974 y 1979.

## Palmarés internacional
| Campeonato Mundial | Campeonato Mundial       | Campeonato Mundial | Campeonato Mundial |
| Año                | Lugar                    | Medalla            | Prueba             |
| ------------------ | ------------------------ | ------------------ | ------------------ |
| 1974               | Lucerna (Suiza)          | Medalla de bronce  | Cuatro con timonel |
| 1974               | Lucerna (Suiza)          | Medalla de bronce  | Ocho con timonel   |
| 1975               | Nottingham (Reino Unido) | Medalla de bronce  | Ocho con timonel   |
| 1977               | Ámsterdam (Países Bajos) | Medalla de bronce  | Cuatro con timonel |
| 1979               | Bled (Yugoslavia)        | Medalla de bronce  | Cuatro con timonel |